# Tre mogli
Tre mogli è un film del 2001 diretto da Marco Risi.
È stato candidato ai Nastri d'argento 2002 per la migliore attrice non protagonista, Iaia Forte.

## Trama
L'ultimo dell'anno tre donne, Beatrice, Bianca e Billy, si ritrovano in un commissariato: i loro mariti hanno rubato 9 miliardi di lire dalla banca di cui sono rispettivamente direttore, cassiere e guardia giurata e sono poi scomparsi nel nulla. Un anno dopo Bianca trova una pista che li conduce in Argentina a Buenos Aires e le tre donne, incontrandosi già in aereo, mettono insieme le loro forze. I loro mariti sono proprietari di case lussuose, mandrie e perfino di un ristorante in Patagonia. Beatrice scopre così che suo marito Saverio l'aveva sempre tradita con l'ex fidanzata, e i due vivevano insieme a Buenos Aires; Bianca scopre che suo marito Antonio andava a prostitute e aveva una fidanzata attrice di telenovelas; infine Billy scopre che suo marito Gino è sempre stato omosessuale. Tutte queste piste le portano a cercarli in giro per il paese, seguite nel frattempo dal poliziotto Amedeo che invece si innamora di Billy. Quando sembra che le donne stiano per trovare i mariti, scoprono che sono precipitati con il loro battello nel ghiaccio del Perito Moreno e sono morti: in realtà, essendo in bancarotta hanno inscenato la loro morte e assunto identità false e ora chiedono alle mogli di incontrarle a Ushuaia, dove sono finiti a lavorare in una banca. Le tre donne, resesi ormai conto di quanto la loro vita potrebbe essere migliore senza i mariti, li abbandonano e ricominciano una nuova vita: Billy sposa Amedeo e i due hanno un figlio, mentre Beatrice e Bianca si trasferiscono a Buenos Aires, aprono un ristorante chiamato "Le Tre Mogli" e conducono una vita spensierata e indipendente. Ma la notte di Capodanno, all'ultimo minuto del film, gli uomini entrano nel ristorante...

## Curiosità
Le riprese del ristorante sono state effettuate in due giorni in un classico locale italiano di Buenos Aires, San Babila.